# Александер Шимановський
Александер Шимановський (ісп. Alexander Szymanowski; народився 13 жовтня 1988 року, Буенос-Айрес, Аргентина) — аргентинський футболіст польського походження, вінгер іспанського «Рекреатіво» (Уельва).
Сестра Александера — Маріанела, також професійна футболістка.

## Клубна кар'єра
Шимановський — вихованець клубу «Ферро Карріль Оесте». 2000 року він переїхав до Іспанії й потрапив до академії «Атлетіко Мадрид». Через два роки Александера відрахували й він набирався досвіду в молодіжних командах клубів «Уніон Абарве», «Райо Махадаондо», «Леонес де Кастілья» і «Алькобендас». 2007 року він підписав свій перший контракт з клубом «Сан-Себастьян-де-лос-Рейєс». До 2012 року Шимановський виступав за команди нижчих дивізіонів «Антекера» і «Алькала». Влітку 2012 року Александер підписав контракт з «Рекреатіво». 25 серпня в матчі проти «Мірандеса» він дебютував у Сегунді. 14 жовтня в поєдинку проти «Жирони» Шимановський забив свій перший гол за «Рекреатіво».
Влітку 2013 року Александер на правах оренди перейшов до данського «Брондбю». 15 вересня в матчі проти «Оденсе» він дебютував у данській Суперлізі. 28 вересня в поєдинку проти «Копенгагена» Шимановський зробив «дубль», забивши свої перші голи за «Брондбю». По закінченні оренди данці викупили трансфер Александера.
Влітку 2015 року на правах вільного агента Шимановський повернувся до Іспанії, підписавши контракт з клубом «Леганес». 23 серпня в матчі проти «Альмерії» він дебютував за нову команду. 29 серпня в поєдинку проти «Кордови» Александер забив свій перший гол за «Леганес». За підсумками сезону Шимановський забив 12 м'ячів, ставши найкращим бомбардиром команди і допоміг їй вийти до еліти. 27 серпня 2016 року в матчі проти «Атлетіко Мадрид» він дебютував у Ла-Лізі. 25 вересня в поєдинку проти «Валенсії» Александер забив свій перший гол за на найвищому рівні в Іспанії.

## Статистика виступів

### За клуб
Станом на 10 січня 2019
| Клуб                      | Сезон              | Ліга               | Ліга | Ліга | Кубок | Кубок | International | International | Загалом | Загалом |
| Клуб                      | Сезон              | Дивізіон           | Ігри | Голи | Ігри  | Голи  | Ігри          | Голи          | Ігри    | Голи    |
| ------------------------- | ------------------ | ------------------ | ---- | ---- | ----- | ----- | ------------- | ------------- | ------- | ------- |
| «Алькала»                 | 2011–12            | Сегунда Дивізіон Б | 38   | 11   | 1     | 0     | 0             | 0             | 39      | 11      |
| «Алькала»                 | Загалом            | Загалом            | 38   | 11   | 1     | 0     | 0             | 0             | 39      | 11      |
| Рекреатіво                | 2012–13            | Сегунда Дивізіон   | 38   | 10   | 1     | 0     | 0             | 0             | 39      | 10      |
| Рекреатіво                | 2013–14            | Сегунда Дивізіон   | 2    | 0    | 0     | 0     | 0             | 0             | 2       | 0       |
| Рекреатіво                | Загалом            | Загалом            | 40   | 10   | 1     | 0     | 0             | 0             | 41      | 10      |
| Брондбю                   | 2013–14            | Суперліга (Данія)  | 26   | 5    | 3     | 1     | 0             | 0             | 29      | 6       |
| Брондбю                   | 2014–15            | Суперліга (Данія)  | 24   | 1    | 1     | 0     | 1             | 0             | 26      | 1       |
| Брондбю                   | 2015–16            | Суперліга (Данія)  | 1    | 0    | 0     | 0     | 2             | 0             | 3       | 0       |
| Брондбю                   | Загалом            | Загалом            | 51   | 6    | 4     | 1     | 3             | 0             | 58      | 7       |
| Леганес (футбольний клуб) | 2015–16            | Сегунда Дивізіон   | 42   | 12   | 4     | 1     | 0             | 0             | 46      | 13      |
| Леганес (футбольний клуб) | 2016–2017          | Ла-Ліга            | 28   | 8    | 0     | 0     | 0             | 0             | 28      | 8       |
| Леганес (футбольний клуб) | 2017–2018          | Ла-Ліга            | 13   | 2    | 2     | 0     | 0             | 0             | 15      | 2       |
| Леганес (футбольний клуб) | 2018–2019          | Ла-Ліга            | 1    | 0    | 0     | 0     | 0             | 0             | 1       | 0       |
| Леганес (футбольний клуб) | 2019–2020          | Ла-Ліга            | 0    | 0    | 0     | 0     | 0             | 0             | 0       | 0       |
| Леганес (футбольний клуб) | Загалом            | Загалом            | 84   | 22   | 6     | 1     | 0             | 0             | 90      | 23      |
| Загалом за кар'єру        | Загалом за кар'єру | Загалом за кар'єру | 213  | 49   | 12    | 2     | 3             | 0             | 228     | 51      |